# Claude Joseph Alexandre Bertrand
Pour les articles homonymes, voir Bertrand et Alexandre Bertrand.
Claude-Joseph-Alexandre Bertrand, ou Alexandre Bertrand, né le 10 janvier 1734 à Besançon et mort le 16 janvier 1797, était un architecte majeur du néoclassicisme franc-comtois.

## Biographie
Claude-Joseph-Alexandre Bertrand est né le 10 janvier 1734 à Besançon, où son père était cordonnier (bannière de Saint Quentin).
Après être devenu professeur de dessin à l’école d’artillerie, il est nommé architecte de la ville de Besançon, de 1774 à 1790. Le projet d’embellissement de sa ville natale lui vaut le prix des arts du concours de l’académie de Besançon, en 1770, et s’inspire de l’architecture parisienne.
Claude-Joseph-Alexandre Bertrand aménage la promenade Granvelle et celle de Chamars, dessine la façade de l’église Saint-Pierre et les maisons qui l’entourent (dans le projet d'une place royale hélas inachevée), l’hôtel Terrier de Santans (68 Grande-Rue), l’hôtel Henrion de Magnoncourt (actuellement direction régionale des affaires culturelles rue Charles Nodier), l'hôtel de Camus (place Jean Cornet). Il dirige la construction de la salle de comédie (1778-1784) dont les plans ont été conçus par Claude-Nicolas Ledoux. Il élabore également les plans du Château de Moncley et des transformations du Château de Champlitte. On lui doit la fontaine des Dames (rue Charles Nodier) conçue en collaboration avec le sculpteur bisontin Luc-François Breton.
Claude-Joseph-Alexandre Bertrand décède le 16 janvier 1797 dans la ville qui l'a vu naître.

## Publications
- Mes défenses et faits justificatifs. Discours dont j'ai fait la lecture dans la Salle du Conseil de l'Hôtel-de-Ville, devant l'Assemblée générale de la Commune, le vendredi 10 septembre 1790, Besançon, imprimerie Simard, 1791, 30 p.

## Hommage
Une rue de Besançon porte son nom.